# 王國之心世界列表
王國之心系列的世界是由一個像外太空的空間，在內存在著許多各自不同的世界。這些世界都是根據迪士尼的動畫和電影，以及史克威爾艾尼克斯的遊戲而創作。一開始索拉以鑰刀鎖上通往各個的門，保護各個世界不讓無心者到處破壞。而在忘卻之都中，他重訪在他記憶中的各個世界。在「王國之心II」，為了找尋失蹤的朋友里克和拯救無形者帶來威脅的世界，乘坐積木船到各個世界冒險。要開啟一個世界，必須乘坐積木船擊敗守在索拉以鑰刀鎖上通往各個的門前的無心者，再開啟門。

## 命運小島
命運小島(  Destiny Islands )出現在王國之心系列全部三款遊戲中，但在「王國之心 II」只是出現於映像。這是一個原創的世界，是索拉、里克、凱莉以及他們的朋友提達、瓦卡及賽爾菲成長的地方。
這個世界以群島組成，一個距離主島相近的小島，是供小孩玩耍的地方，亦是索拉他們遠離成人享受陽光的天堂。而鑰匙孔就在發現幼年里克的山洞。在主島有一條村落和一所學校。當地人認為泡葡果(Paopu Fruit)有一種能把二人連在一起的能力。
某一天，索拉發現自己身處於一個黑暗的空間，並有一個聲音告訴他世界將有危機。突然出現了一種黑色的生物無心者攻擊索拉，這些生物不斷出現，最後更出現了一個巨大的無心者。當巨大的無心者殺死他後，索拉就在海灘上醒來，並發現里克和凱莉看著他，其實他們當時正為探索其他世界的航海之旅作準備。在作好所有準備工作的兩天後，有一個風暴吹襲小島，索拉為了驗查小船而外出，發現小島被夢中無心者襲擊。在這時索拉聽到里克的呼喚，叫索拉一起跟他走，然後二人被黑暗吞噬。黑暗之中，發現自己和凱莉在一個洞穴，凱莉站在一道門前，門一打開，凱莉像靈魂般穿入索拉，在索拉手中出現鑰匙型的刀，並得到抵抗黑暗的能量。黑暗消散後，又出現了一個巨大的無心者，打倒它們後，索拉就掉到交叉鎮。
當索拉鎖上王國之心後，命運小島和凱莉亦恢復原狀，平靜地過著校園生活。隨著娜米妮的干預，忘記了關於索拉的記憶。一年後，索拉的記憶之鍊開始重組，凱莉亦慢慢恢復記憶，於是她把一封信放入瓶內放到海中，盼望得到更多他的消息。其後她和布魯托被XIII機關的阿克塞爾帶到黃昏之鎮。
最後索拉和里克在不存在的世界擊敗XIII機關，拯救了凱莉。但索拉和里克掉到黑暗領域的一個不知名的海灘，正當他們不知所措時，發現了凱莉的信，打開信後，有一道門在他面前打開，他們沿著門回到命運小島。

## 迪士尼城堡
迪士尼城堡(  Disney Castle )內居住了許多經典迪士尼角色，包括有米奇、米妮、唐老鴨及高飛等。城堡型狀是根據迪士尼的歷史創作，尤其是迪士尼的商標和睡公主城堡。原本迪士尼城堡是在第一集內是可以遊玩的世界，但因時間緊迫而放棄。最終在第二集成為遊戲舞台。
迪士尼城堡是一個由米奇國王統治的和平世界，在內的人們都開心快樂地生活。但某一天，國王陛下為了抵抗無心者，留下一封信後失蹤。米妮王后和黛絲代替國王管理城堡。
在王國之心II中，米妮王后召喚唐老鴨和高飛回到迪士尼城堡，因為在城堡內出現了無心者。這時是索拉與王后第一次的見面，王后說出召喚他們的理由。邪惡女巫利用門回到過去，想移走「光之基石」並佔領迪士尼城堡。原本「光之基石」是擁有防止黑暗入侵城堡的能力，但現在被巨大的荊棘包圍，減弱了「光之基石」的能力。

### 靜流河
靜流河(  Timeless River )是根據汽船威利號(Steamboat Willie)和迪士尼其他過去作品創作，靜流河就是迪士尼城堡的前身。透過梅林在迪士尼城堡地下室的時空門來往。靜流河象徵初期的迪士尼及時間的停頓。靜流河的特色是黑白景色及國王米奇不會說話。

## 交叉鎮
交叉鎮(  Traverse Town )是一個原創的世界，是索拉通往各個世界的交會點，擁有十九世紀英國維多利亞式的建築，整個世界都被黑夜籠罩。這世界是由被無心者毀滅的世界碎片組成。居民都是因為自己世界被毀滅後，漂流到這裡。
交叉鎮分為三個區域，第一街為主要的街道，因為無心者不會在第一街出現，所以人們大部分都居住在這裡，這裡亦有裝備店和積木店。第二街有鐘樓及旅館，這裡亦是鑰匙孔的所在。第三街是一個有無心者出沒的廣場，亦是梅林居住的地方和雷恩他們的秘密基地。在交叉鎮地下有一個下水道，雷恩就是在這裡練習劍術。在王國之心3D，交叉鎮有了兩個新的區域。

## 奇幻仙境
奇幻仙境(  Wonderland )是根據迪士尼第13部經典動畫長片「愛麗絲夢遊仙境(Alice in Wonderland)」。索拉探訪的第一個世界，是個沒有物理定律亦不合邏輯的古怪世界，這裡是由紅心王后管治。
這個世界最大的特點是那間「奇異房間」，在內有很多物品能夠改變索拉的大小。另一個地區是被嫩綠樹籬圈住，十分有宮廷氣派的「女皇城堡」。而連接城堡庭院的「蓮花森林」，那裡的花草樹木會行走說話。在森林後面的「喫茶花園」，那裡擺放著奢侈浪費的盛宴。在反地心吸力下狀態下，奇異房間內有會出現一個通往喫茶花園的隱藏入口。

## 奧林帕斯鬥技場
奧林帕斯鬥技場(  Olympus Coliseum )是根據迪士尼第35部經典動畫長「大力士(Hercules)」創作，在第一集與第二集都是遊戲舞台。鬥技場是由擁有神力的海格力斯保護，而凱帝斯為了統治整個世界而施詭計陷害海格力斯。索拉在這裡進行鍛鍊及比賽。
奧林帕斯鬥技場是一個細小的世界，只有「鬥技場大廳」和「鬥技場」等主要地區。在「王國之心II」，凱帝斯打開了鬥技場附近的「冥界」。冥界由冥界大廳-有一首船通往冥河對面的「冥界鬥技場」、「通往閘門的迷失之道」和「死亡之洞」構成，整個地區被煙霧籠罩，無心者四處出沒。

## 深密叢林
深密叢林(  Deep Jungle )是根據迪士尼第37部經典動畫長片「泰山(Tarzan)」創作，在「王國之心」中，這是一個居住了不同種類動物和植物的熱帶森林。第一個遇見的是住在森林隱處拒絕和其他動物交往的大猩猩。在那裡有一隊來研究的探險隊，但作為隊長的克里頓則另有目的。森林亦是河馬及其他生物的居所，包括模仿動物的無心者。在這裡移動需要爬樹和攀藤。
大部分地區都是濃密的森林，但亦有一些文明的房屋，例如一座廢棄的樹屋。在克里頓的營地內有現代方便的火爐及放映機。在營地附近竹林叢的最深處，是一個美麗的瀑布洞，洞內隱藏著世界的鑰匙孔。

## 阿格拉巴
阿格拉巴(  Agrabah )個乾旱沙漠的世界，這是根據迪士尼第31部經典動畫長片「阿拉丁(Aladdin)」創作，在阿格拉巴中有很多人都想篡奪蘇丹王國的王位。
阿格拉巴主要由很多簡陋的泥磚房屋和一庭擁有雕刻的大理石皇宮組成。無心者的出現趕走了城市生活的喧鬧繁忙，大街上空無一人。城牆外面是一個無邊的沙漠，這裡隱藏許多祕密，包括奇怪洞穴和刻有符文的古蹟。

## 蒙斯特羅
蒙斯特羅( Monstro)其實是一條巨大的鯨魚，這是根據迪士尼第2部經典動畫長片「木偶奇遇記(Pinocchio)」創作，蒙斯特羅沒有鑰匙孔，所以不算是一個世界。但是因為它非常之大，被視為能代替世界的地方。蒙斯特羅內佈滿發冷光的酸、鯨脂與無心者。對旅行者來說巨大鯨魚是一個災難，它會在各世界找尋水源，攻擊及吞食來往的船艦。
在無心者攻擊下，蒙斯特羅從蓋比得和皮諾曹的世界逃出來。蓋比得在找尋他的「兒子」時，發現自己已在巨大鯨魚的肚子內。蒙斯特羅分為兩大部分，它的大嘴內有很多被它吞下的船隻，當中包括有蓋比得的船。它的喉嚨則佈滿無心者，那裡以令人作嘔的紫的血管和瓣膜在分開它的身腔。

## 百畝森林
百畝森林( The 100 Acre Wood)是根據作者A. A. Milne的作品及迪士尼第22部經典動畫長片「小熊維尼歷險記(The Many Adventures of Winnie the Pooh)」創作，它是一個在梅林家中的一本魔法書的世界。當索拉找到被撕開頁數放回魔法書，在百畝森林中就會出現新的地區。
索拉「進入書中」時，他會在一副百畝森林的地圖上，地圖上標示了維尼和豬仔的家與「泥濘小徑」和「鬼洞」，每一個地區都是迷你遊戲，得到的獎品可以在索拉的旅程中幫助他。
在夢中降生中雖然不能進入百畝森林冒險，但只要打開書本，就能取得百畝森林的大富翁地圖，可以跟維尼和跳跳虎進行大富翁遊戲。

## 亞特蘭提卡
亞特蘭提卡( Atlantica)是根據迪士尼第28部經典動畫長片「小美人魚 (The Little Mermaid)」創作，這是一個水底世界，由海王謝登和他的三叉戟統治在水中的美人魚和生物。當索拉來到這裡，他的腳會變成海豚尾，唐老鴨的腳會變成八爪魚的觸鬚，而高飛則變成海龜。
亞特蘭提卡的主要城市只是珊瑚及水中植物構成的建築，海王謝登的寢室也在這裡。城外有水中峽谷，是整個地區的交會點。在這裡能找到艾莉奧的洞穴，收藏著艾莉奧公主的人造的手工藝品。那裡還有一條小徑通往變成水中生物居所的腐爛的沈船。再往前就是浪潮洞穴和烏蘇拉藏身處。
「王國之心II」的亞特蘭提卡是個非戰鬥世界。

## 萬聖節鬼鎮
萬聖節鬼鎮(Halloween Town)是一個永遠黑夜的城鎮，這是根據添·布頓執導試金石影片發行的動畫電影「聖誕夜驚魂(The Nightmare Before Christmas)」創作，鎮上居民每年都會慶祝萬聖節，希望慶祝活動一年比一年更好。那裡雖然有一位鎮長，但事實上主管城鎮的是南瓜王骷髏傑克。角色利用唐老鴨的魔法偽裝成恐怖的角色混入鬼鎮中。
鬼鎮中心是一座斷頭臺，那是博士的研究室的入口、傑克的家及墓地。墓地內的蜷曲山會出現萬聖節式的無心者，山上有一個機關，能開啟通往烏基布基的宅邸。墓地後面是一個稱「內地」的森林，森林中某些樹上刻有特別的圖案，不同的圖案能通往不同的節日城鎮，其中最顯眼的就是聖誕老人居住及工作的聖誕小鎮。

### 聖誕小鎮
聖誕小鎮與萬聖節鬼鎮截然不同，聖誕小鎮特色是白色的雪及充滿聖誕氣氛的建築，及聖誕老人

## 夢幻島
夢幻島( Neverland)是根據迪士尼第14部經典動畫長片「小飛俠(Peter Pan)」創作，只要相信，甚麼事也能真。彼得潘是一個樂於助人但魯莽的人，一直對抗著海盜鐵勾船長。
雖然這是同原著一樣稱為「夢幻島」，但人們不會像原著中長生不老。取而代之，鐵勾船長的海盜船會出現在這個世界，海盜船分為客艙及甲板。海盜船連接被溫蒂稱為「大笨鐘」的大鐘塔。

## 矮人森林
矮人森林(Dwarf Woodlands)是根據迪士尼第1部經典動畫長片「白雪公主和七個小矮人(Snow White and the Seven Dwarfs)」創作，白雪公主的美貌引起皇后繼母的忌妒和殺意，逃亡的白雪公主在森林中遇到七個小矮人的幫助，而皇后想盡辦法要除掉她。
矮人森林主要由寶石礦洞、森林、矮人之家和城堡組成，遊戲中的三位主角會分別幫助白雪公主和皇后繼母，但皇后繼母最後還是要親自動手把白雪公主毒睡。

## 深度空間
深度空間(Deep Space)是根據迪士尼第42部經典動畫長片「星際寶貝(Lilo & Stitch)」創作，當強霸博士製造了實驗品626(史迪奇)後，因為626是非法生物，所以正透過鋼圖艦長運送到一個廢棄的星球。
深度空間以高科技外星太空飛船作為背景，船內有著反重力裝置，傳送器等高科技設備，在船的中央有一條兩層高的能量柱，是整個飛船的能源所在。一旦被能量抽去了，飛船就會啟動自爆裝置。

## 夢想城
夢想城(Castle of Dreams)是根據迪士尼第12部經典動畫長片「仙履奇緣(Cinderella)」創作，有一位長得很漂亮的女孩在父親去世後，經常被惡毒的繼母與兩位心地不好的姐姐欺負，被逼着去做粗重的工作。有一天城裡的王子舉行舞會，仙女就幫灰姑娘搖身一變成為高貴的千金小姐讓她去參加舞會，但魔法有效時間只維持到午夜12時，所以灰姑娘必須在12時之前離開舞會，否則真正身份就會顯露。
夢想城由灰姑娘所住的大屋和王子的城堡組成，遊戲中三位主角會分別以不同的方式去幫助灰姑娘參加舞會，例如幫助灰姑娘製造舞會穿的衣服或保護灰姑娘的安全。遊戲中的惡毒的繼母與兩位心地不好的姐姐還會以黑暗的力量製造出邪惡南瓜車。

## 魔法領地
魔法領地(Enchanted Dominion)是根據迪士尼第16部經典動畫長片「睡美人」創作，邪惡的女巫拉波斯因為得不到盛宴的邀請而覺得憤怒，所以咀咒公主16歲時會被紡織機的紡綞刺死，經過仙子的祝福後公主才免於一死，但會因為中咒而長睡，直到真心愛她的人給她一個吻才可為她解咒。
魔法領地由兩大主要城堡:睡公主的城堡和女巫之城組成，中間有一片林地，在女巫之城經常可以看到由豬和鳥變成的士兵，遊戲中三位主角以不同的方式去幫助這世界裡的角色。例如幫助女巫奪走公主的心、幫助仙子奪回公主的心和幫助王子為公主解咒。

## 鑰刀墓地
鑰刀墓地(Keyblade Graveyard)是王國之心系列的原創世界，謎一般的荒野，曾經是一個古戰場，現在已經變成一個插滿(死去)鑰刀的地方。很多鑰刀戰士為尋找傳說中的X刃而到此，並喪了命。
因為此地是被插滿死去鑰刀的地方，所以人稱鑰刀墓地。一開始穿過一條像樓梯的路後，就會到達沙嵐之地，此地周圍都是有著奇幻色彩的龍捲風，當接近時龍捲風會主動向玩家移動，當玩家被龍捲風追到就會自動進入龍捲風內部而且和一堆變大了的怪物戰鬥。穿過沙嵐之地就會到達墓地的(前院)，經過前院的一條長的道路後，就會到達一個插滿鑰刀的空曠巨大荒野，那裡就是鑰刀墓地了。

## 虛空城/光輝庭院
虛空城或光輝庭院（原名）( Hollow Bastion, Radiant Garden)是王國之心系列的原創世界，是大部分最終幻想人物的家。因為這個世界不受到迪士尼電影的限制，所以在遊戲前期的故事線中扮演主要的地位，這裡亦是「最後的鑰匙孔」的所在。
虛空城是以被廢棄的城堡命名，城堡閘門由一個移動平臺內的瀑布連接，在入口下面有一條護城河。入口大堂有一道宏偉莊嚴的大理石門，那就是由前任皇帝收藏、著名的虛空堡圖書館。入口大堂內還有升降機，錯綜複雜的升降機系統能傳送到城堡各層。這種奇怪的建築強行令旅行者傳送到城堡外部稱為「最頂點」的地方，這裡能達到城堡的禮拜堂。禮拜堂連接大會堂，這裡就是需要七位公主的心來完成的「最後的鑰匙孔」。
虛空城外觀醜陋，房屋破裂，如被廢棄的城一樣。虛空城四周是沙漠及岩石，十分荒蕪。
虛空城對外有個大峽谷，再走會去到當地無心者的盤地：一個類似虛空城堡的黑色城堡，其牆壁均涂上無心者標誌。

## 不存在的世界

從來沒有的世界影像，其中有黃色的王國之心、黑夜景觀和地標記憶摩樓。

不存在的世界（The World That Never Was）是王國之心系列的原創世界，是王國之心與王國之心II的終極世界。不存在的世界是一個先進的世界，大廈、商店等表現出其先進的情度。這個世界沒有白天，只有黑夜，且能明顯看見天上黃色的王國之心。不存在的世界是黃昏之鎮的相反、機關XIII所在地及封印之地所在地。不存在的世界地形與黃昏之鎮非常相似，如商店街的位置、街道的結構一樣，只是景色不同而已。
而機關XIII的總部不存在的城堡則位於城市的中央水塘上，漂浮在半空，體積龐大，內裡有很多無形者。

## 黃昏鎮
黃昏之鎮（Twilight Town）是王國之心系列的原創世界，是洛克薩斯的故里，亦是王國之心系列的主要世界之一。黃昏之鎮永遠都是黃昏，是個平和的小鎮。黃昏之鎮的地標是鐘樓和鐵路。有條魔法鐵路能連接到不可思異之塔。

## 起程之地
起程之地（Land of Departure）是王國之心系列的原創世界，只存在於王國之心 夢中降生，是夢中降生三位主角開始故事的地方。
後來演變成忘卻之城。

## 龍之大地
龍之大地（Land of Dragons）是根據迪士尼第36部經典動畫長片「花木蘭(Mulan)」製成。龍之大地有野營地、皇宮等極具中國特色的建築，且無心者也具中國特色，連爆炸也具中國特色。故事中索拉協助木蘭戰勝。

## 野獸城堡
野獸城堡 （Beast's Castle）是根據迪士尼第30部經典動畫長片「美女與野獸〔Beauty and the Beast）」製成。野獸城堡只包括城堡、庭園及城門。

## 皇家碼頭
皇家碼頭（port Royal）是根據迪士尼公司與傑瑞·布洛克海默在2003年合作推出的一部冒險電影「加勒比海盜(Pirates of the Caribbean)」製成。

## 榮耀大地
榮耀大地或自豪領地（Pride Land）是根據迪士尼第32部經典動畫長片「獅子王(The Lion King)」製成。在那个世界，索拉会变成小狮子，唐老鸦会变成鸟，而高飞会变成一只乌龟。

## 妄想空間
妄想空間或瘋狂空間（Space Paranoids）是根據迪士尼1982年科幻電影「電子世界爭霸戰(TRON)」製成。
索拉在虛空城的電腦進入此世界。

## 鐘樓之城
鐘樓之城（La Cité des Cloches）是根據迪士尼第36部經典動畫長片「鐘樓怪人(The Hunchback of Notre Dame)」製成。

## 玩具箱
科羅娜王國（Kingdom of Corona）是根據皮克斯動畫工作室第一部電腦動畫長片「玩具總動員系列(Toy Story)」製成，此世界的時間點在電影第二集和第三集之間，也是首次有皮克斯的動畫作品的世界出現於王國之心系列。索拉、唐老鴨和高飛在這個世界會以玩具的造型和迷你體型，來協助原作中的玩具們一起遊走於安弟家周圍和原創舞台玩具店。

## 科羅娜王國
科羅娜王國（Kingdom of Corona）是根據迪士尼第50部經典動畫長片「魔髮奇緣(Tangled)」製成。樂佩所居住的高塔位於王城外部的森林中。

## 舊京山
舊京山（San Fransokyo）是融合美國和日本風情的大城市，是根據迪士尼電視影集「大英雄天團 (Big Hero 6: The Series)」製成，也是少數由電視影集和首次用漫威作品所改編的世界。作品中的時間點在原作電影「大英雄天團結尾和影集的第一集之間，玩家將與大英雄天團成員以及第二代的杯麵一同解決舊京山大量出現的無心者。